# Ludovic Rauch
Ludovic Rauch, né le 21 juillet 2000 à Saverne, est un footballeur français qui joue au poste de milieu défensif au FC Differdange 03.

## Biographie

### FC Metz (2012-2020)
Le joueur est formé au sein du FC Metz jusqu'en 2019 où il dispute la saison suivante le championnat de National 3.

### US Sarre-Union (2020-2023)
N'étant pas conservé par le FC Metz à l'issue de la saison 2019-2020, le joueur s'engage avec l'US Sarre-Union, en Alsace, qui évolue en National 3,.

### FC Differdange 03 (depuis 2023)
Après trois saisons avec le club alsacien, il signe un contrat avec le FC Differdange 03, club de BGL Ligue, au Luxembourg,,.
À l'issue de sa première saison avec son nouveau club, le joueur remporte le championnat de BGL Ligue.

## Palmarès
| FC Differdange 03 (3) :                                                                |
| -------------------------------------------------------------------------------------- |
| - BGL Ligue (2) - Champion : 2024 et 2025 - Coupe du Luxembourg (1) - Vainqueur : 2025 |